# Montgomery Scott
Montgomery Scott, conosciuto anche con il soprannome di Scotty, è un personaggio immaginario dell'universo fantascientifico Star Trek. 
Il primo e più noto interprete di Scotty è l'attore James Doohan, che lo impersona nella serie televisiva Star Trek, appare poi nei primi sette film del franchise e nella serie televisiva The Next Generation. Doohan presta inoltre la voce al personaggio nella serie animata e in alcuni videogiochi del franchise. Il personaggio è stato ripreso da Simon Pegg nei film della Kelvin Timeline e da Martin Quinn nella serie televisiva Star Trek: Strange New Worlds.
Montgomery Scott è l'ufficiale ingegnere capo della USS Enterprise NCC-1701 e USS Enterprise NCC-1701-A, oltre che, temporaneamente, anche della USS Excelsior NX-2000.

## Caratteristiche
Scotty viene spesso definito "l'ingegnere dei miracoli" per la sua capacità di effettuare complicate riparazioni in tempi rapidissimi: confesserà scherzosamente di raddoppiare o quadruplicare apposta i tempi previsti di riparazione, sapendo che tanto il capitano gli avrebbe concesso la metà o un quarto del tempo che aveva richiesto.
Scotty finisce spesso per risolvere le situazioni critiche della trama, utilizzando le sue conoscenze e il suo acuto ingegno. Le sue soluzioni sono quasi sempre creative e non convenzionali, drammaticamente efficaci, e di importanza fondamentale per lo sviluppo della trama.
Scotty è anche un esperto ufficiale di comando. Egli è infatti il secondo ufficiale dell'Enterprise (vale a dire il terzo in comando). Prende il comando della nave quando sia il capitano Kirk che il comandante Spock non sono disponibili. In una di queste occasioni, quando Kirk e Spock sono intrappolati in un mondo alieno, Scott utilizza la potenza della nave per spegnere la griglia elettrica del pianeta per alcuni secondi, consentendo all'equipaggio dell'Enterprise di salvare Kirk e Spock senza violare la Prima Direttiva e ricevendo gli elogi di Kirk per questa innovativa tattica.
Scotty si occupa anche della gestione del sistema di teletrasporto.
Durante i suoi 52 anni di carriera nella Flotta Stellare, presta servizio su un totale di undici navi, tra cui vari trasportatori, incrociatori e navi stellari.

## Storia del personaggio

### Serie classica e animata
Scott è nato in Scozia nella città di Aberdeen il 2 marzo 2222. Nel 2240 entra all'Accademia della Flotta Stellare, dalla quale esce nel 2244 col grado di guardiamarina. Il suo numero di matricola nella Flotta Stellare è SE 19754 T. Con il grado di guardiamarina e ancora mentre frequentava l'Accademia, ebbe il suo primo incarico a bordo di un'astronave.
Prima della sua assegnazione sulla USS Enterprise NCC-1701, risulta essere stato sul pianeta Deneva come consulente tecnico ed ebbe incarichi a bordo di altre astronavi. Nel 2264, con il grado di tenente comandante, diviene capo ingegnere e secondo ufficiale a bordo della USS Enterprise capitanata da James T. Kirk.
Nel 2267, Scott, Kirk, Uhura e McCoy si trovano sul pianeta Halkan a seguito di alcuni negoziati. Durante il tentativo di un teletrasporto attraverso una tempesta magnetica, Scott e l'equipaggio vengono scambiati con le loro controparti dell'universo dello specchio, a bordo della USS Enterprise, dove il tenente comandante Montgomery Scott è capo della sala macchine a bordo della nave spaziale dell'Impero Terrestre, ISS Enterprise, mentre le loro controparti arrivano a bordo della ISS Enterprise. Scott, Kirk, Uhura e McCoy dello specchio vengono immediatamente imprigionati sulla USS Enterprise, mentre le loro controparti sono in grado di assaporare un po' di vita a bordo della ISS Enterprise. Consultata la sua controparte, Montgomery Scott osserva come la storia della ISS Enterprise sia completamente diversa da quella della USS Enterprise.

### Film
Nel 2269-71 viene promosso al rango di comandante e supervisiona la ristrutturazione e l'aggiornamento dell'Enterprise, ora sotto il comando di Willard Decker.
Nel 2285 Scott viene promosso al grado di capitano e riassegnato alla  USS Excelsior NX-2000 capitanata da Lawrence H. Styles, come capo della sezione ingegneria per seguire i primi test della nave e supervisionare il test di transcurvatura della nave. Scott detesta il suo nuovo incarico, definendo la nave come poco più di un «secchio di bulloni». Sabota l'Excelsior togliendo alcuni componenti dal suo motore di transcurvatura per impedire che possa seguire l'Enterprise, quando la nave viene rubata dal capitano Kirk per essere condotta sul pianeta Genesis.
Nel 2286 Scott viaggia indietro nel tempo fino al 1986 insieme con il resto del personale di bordo dell'Enterprise alla ricerca di una coppia di balene megattere. Al fine di costruire un serbatoio di acqua per le balene, visita la struttura della "Plexicorp", presentato dal dr McCoy come «il professor Scott da Edimburgo». In quella situazione fa un accordo con il gestore degli impianti, il sig. Nichols, dandogli la formula dell'alluminio trasparente in cambio di una parete di plexiglas. Quando il dr McCoy si oppone alla decisione per paura di «cambiare il futuro», Scott sottolinea: «Come si fa a sapere che non ha inventato lui la formula?». 
Dopo il ritorno al 2286, viene processato assieme a Kirk, Spock, McCoy, Sulu, Chekov e Uhura, per aver rubato la USS Enterprise e averla distrutta sul pianeta Genesis, ma viene assolto e riassegnato, in qualità di ingegnere capo, alla nuova USS Enterprise NCC-1701-A. Nel 2293 viene mandato in pensione, acquista una barca, ma subito richiamato in servizio per la missione di pace sul pianeta Khitomer. In seguito assiste al battesimo dell'astronave USS Enterprise NCC-1701-B, durante il quale il Capitano Kirk viene dato per disperso a causa dell'incidente con il Nexus.

### The Next Generation
Nel 2294 era stato dato per disperso durante il viaggio verso la colonia Norpin a bordo della USS Jenolen NCC-2010. Dopo 75 anni, nel 2369, viene ritrovato da Geordi La Forge e dal comandante William T. Riker della USS Enterprise NCC-1701-D, capitanata da Jean-Luc Picard, che lo recuperano dal buffer di un teletrasporto della USS Jenolen NCC-2010 e lo salvano.
Nel 2294, infatti, dopo il suo ritiro dalla Flotta Stellare, Scott aveva viaggiato a bordo della USS Jenolan diretto verso la colonia Norpin, dove aveva deciso di stabilirsi dopo il suo ritiro. La Jenolan, tuttavia, aveva incontrato una Sfera di Dyson sulla sua rotta e durante il tentativo di indagare, il trasporto si è schiantato sulla sua superficie. Scott e il suo compagno ingegnere Matt Franklin furono gli unici sopravvissuti. Insieme tentarono di manipolare i sistemi del teletrasporto della Jenolan, facendo in modo di conservare i loro schemi nel buffer del teletrasporto per quasi 75 anni. Mentre il recupero di Scott ha successo, il modello di Franklin risulta troppo degradato per essere recuperato con successo. 
Una volta recuperato dal buffer del teletrasporto, Riker e La Forge gli dicono di provenire dall'astronave Enterprise, così Scott pensa che il capitano Kirk sia venuto a salvarlo. A bordo dell'Enterprise D, Scott aiuta l'equipaggio a salvarsi a sua volta dalla sfera di Dyson, ma si dimostra incapace di adattarsi al nuovo secolo e così il capitano Picard gli affida la navetta Goddard con la quale vagare da solo nello spazio.

### Universo espanso
Nel 2259 Scott era un tenente junior che prestava servizio nel vascello scientifico Stardiver: la nave venne distrutta dai Gorn e Scott riuscì a riparare sul pianeta Parnassus Beta, dove incontrò l'equipaggio dell’Enterprise capitanata da Chris Pike.

## Vita privata
Scott ha avuto almeno una sorella, il cui figlio, Peter Preston, ha servito a bordo dell'Enterprise nel 2285 come aspirante guardiamarina nel corso di una crociera di addestramento dei cadetti. Preston è stato ucciso quando l'Enterprise è stata attaccata e gravemente danneggiata dalla USS Reliant in un attacco a sorpresa sferrato da Khan Noonien Singh. Forte è stato in Scott il dolore della tragedia.
La vita come ingegnere per Scott è stato spesso solitaria. Spesso però ha cercato di perseguire senza speranza rapporti con ufficiali di sesso femminile più giovani di lui, che sono state molte volte percepite come fuori dalla sua portata. Scott è stato infatti attratto da Carolyn Palamas e ha reagito duramente all'infatuazione del dio greco Apollo verso di lei. Nel 2269, Scott si è infatuato del nuovo arrivo dell'Enterprise, Mira Romaine. Anni più tardi, la comandante Uhura ha cominciato a mostrare un romantico interesse verso Scotty, ma il loro rapporto non è mai proseguito.

## Assegnamenti
| Anno    | Assegnazione              | Ruolo                                                 | Grado              |
| ------- | ------------------------- | ----------------------------------------------------- | ------------------ |
| ????    | USS Constitution NCC-1700 | Assistente ufficiale tecnico                          | Guardiamarina      |
| ????    | USS Hood                  | Assistente ufficiale tecnico                          |                    |
| 2259    | Stardiver                 | Assistente ufficiale tecnico                          | Tenente junior     |
| ????    | USS Coridan Queen         | Ufficiale Capo sezione tecnica                        | Tenente            |
| 2262    | USS Enterprise NCC-1701   | Ufficiale Capo sezione tecnica, secondo ufficiale     | Tenente comandante |
| 2269-71 | USS Enterprise            | Ufficiale Capo sezione tecnica                        | Comandante         |
| 2285    | USS Excelsior NX-2000     | Ufficiale Capo sezione tecnica, servizio non attivato | Capitano           |
| 2286    | USS Enterprise NCC-1701-A | Ufficiale Capo sezione tecnica                        | Capitano           |
| ????    | USS Jenolen NCC-2010      | -                                                     |                    |

## Onorificenze
- Prentares Ribbon of Commendation
- First class Vega Ward of Merit, Star Class
- United Federation of Planet Golden Sun with Oak of Leaf
- Silver Palm with Cluster
- Federation Exceptional Service Medal
- Starfleet Citation for Conspicuos Gallantry

## Sviluppo
Nella versione originale parla con un marcato accento scozzese. Doohan ha provato una varietà di accenti per la parte, e ha deciso di utilizzare un accento scozzese sulla base del fatto che ha pensato che i migliori ingegneri siano scozzesi.

## Interpreti

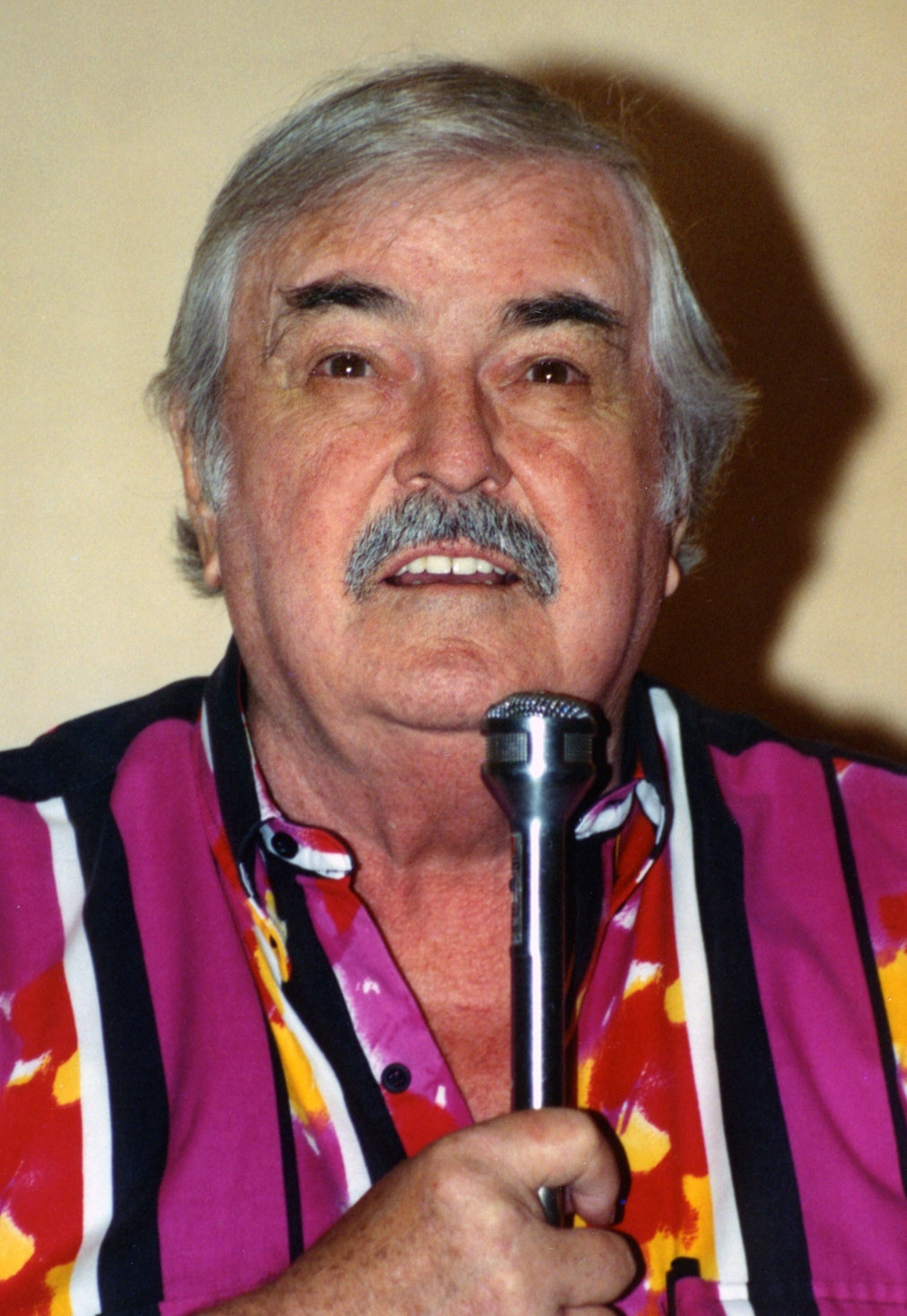
James Doohan, il primo interprete di Montgomery Scott

Il primo e più noto interprete di Montgomery Scott è l'attore canadese James Doohan, che lo ha impresonato in 66 degli 80 episodi della serie classica, apparendo fin dal secondo pilota della serie, Oltre la galassia (Where No Man Has Gone Before, 1966), oltre che nell'episodio Il naufrago del tempo (Relics) della serie The Next Generation. Doohan riprende poi il ruolo nei sei film con protagonista l'equipaggio della serie classica: Star Trek (Star Trek: The Motion Pictures, 1979), Star Trek II - L'ira di Khan (Star Trek II: The Wrath of Khan, 1982), Star Trek III - Alla ricerca di Spock (Star Trek III: The Search for Spock, 1984), Rotta verso la Terra (Star Trek IV: The Voyage Home, 1986), Star Trek V - L'ultima frontiera (Star Trek V: The Final Frontier, 1989), Rotta verso l'ignoto (Star Trek VI: The Undiscovered Country, 1991); nel film con protagonista l'equipaggio di The Next Generation, Generazioni (Star Trek: Generations, 1994), e nel cortometraggio Star Trek Adventure (1991).
Doohan ha inoltre prestato la voce al personaggio nella serie animata, in cui, grazie alla sua innata dote di saper riprodurre diversi accenti, ha prestato la voce anche a tutta un'altra pletora di personaggi, e nei videogiochi del franchise Star Trek 25th Anniversary (1992), Star Trek: Judgment Rites (1993) e  Generations (1997). Inoltre Scotty appare come ologramma della Kobayashi Maru, nell'episodio Kobayashi Maru della serie animata Star Trek: Prodigy, dove vengono utilizzate registrazioni d'archivio della voce di James Doohan.
Nell'edizione italiana delle opere del franchise, Montgomery Scott viene doppiato da: Enrico Carabelli (primo doppiaggio della serie classica); Diego Reggente (secondo doppiaggio della serie classica); Vittorio Di Prima (primo doppiaggio della serie animata); Sandro Sardone (secondo doppiaggio della serie animata); Sergio Fiorentini (primo doppiaggio del film Star Trek e Rotta verso la Terra); Orlando Mezzabotta (director's cut del film Star Trek); Arturo Dominici (L'ira di Khan e Alla ricerca di Spock); Renato Mori (L'ultima frontiera e The Next Generation); Mario Bardella (primo doppiaggio del film Rotta verso l'ignoto); Goffredo Matassi (secondo doppiaggio del film Rotta verso l'ignoto); Giorgio Lopez (Generazioni).
Nella webserie fanfiction New Voyages (2004-2016), Montgomery Scott viene impersonato dall'attore Charles Root.
Nei film della cosiddetta Kelvin Timeline, il personaggio di Scotty viene interpretato dall'attore britannico Simon Pegg, che lo impersona nei film: Star Trek (2009), Into Darkness - Star Trek (Star Trek Into Darkness, 2013) e Star Trek Beyond (2016). L'attore presta inoltre la voce al personaggio nel videogioco Star Trek (2013). Nell'edizione in italiano dei film l'attore è doppiato da Nanni Baldini.
Nell'ultimo episodio della prima stagione della serie Star Trek: Strange New Worlds, La natura della clemenza, dopo il sacrificio del capo ingegnere, l'Aenar Hemmer (Bruce Horak), avvenuto nell'episodio precedente, Tutti coloro che vagano, compare, anche se ne udiamo solamente la voce, il nuovo capo della sezione ingegneria dell'Enterprise Montgomery Scott, interpretato da Matthew Wolf. Alla fine della seconda stagione il personaggio compare nell'episodio Egemonia (Hegemony, 2023), dove viene interpretato dall'attore Martin Quinn. L'attore riprende il personaggio nella stagione successiva, nel 2025, divenendo parte del cast fisso della serie.
Il personaggio è inoltre apparso in altre opere, estranee al franchise di Star Trek, dove è stato doppiato da altri attori. Nella serie animata Mad, in cui il personaggio appare in un paio di episodi, Montgomery Scott è stato doppiato dagli attori Nolan North (G.I. E.I. Joe/Dog with a Captain's Log, 2013) e James Patrick Stuart (Jaws the Great and Powerful/Old Spock's Off Their Spockers, 2013). Il personaggio appare poi anche in tre episodi della serie animata Robot Chicken, in cui viene doppiato da Seth Green, Fred Tatasciore e Breckin Meyer.

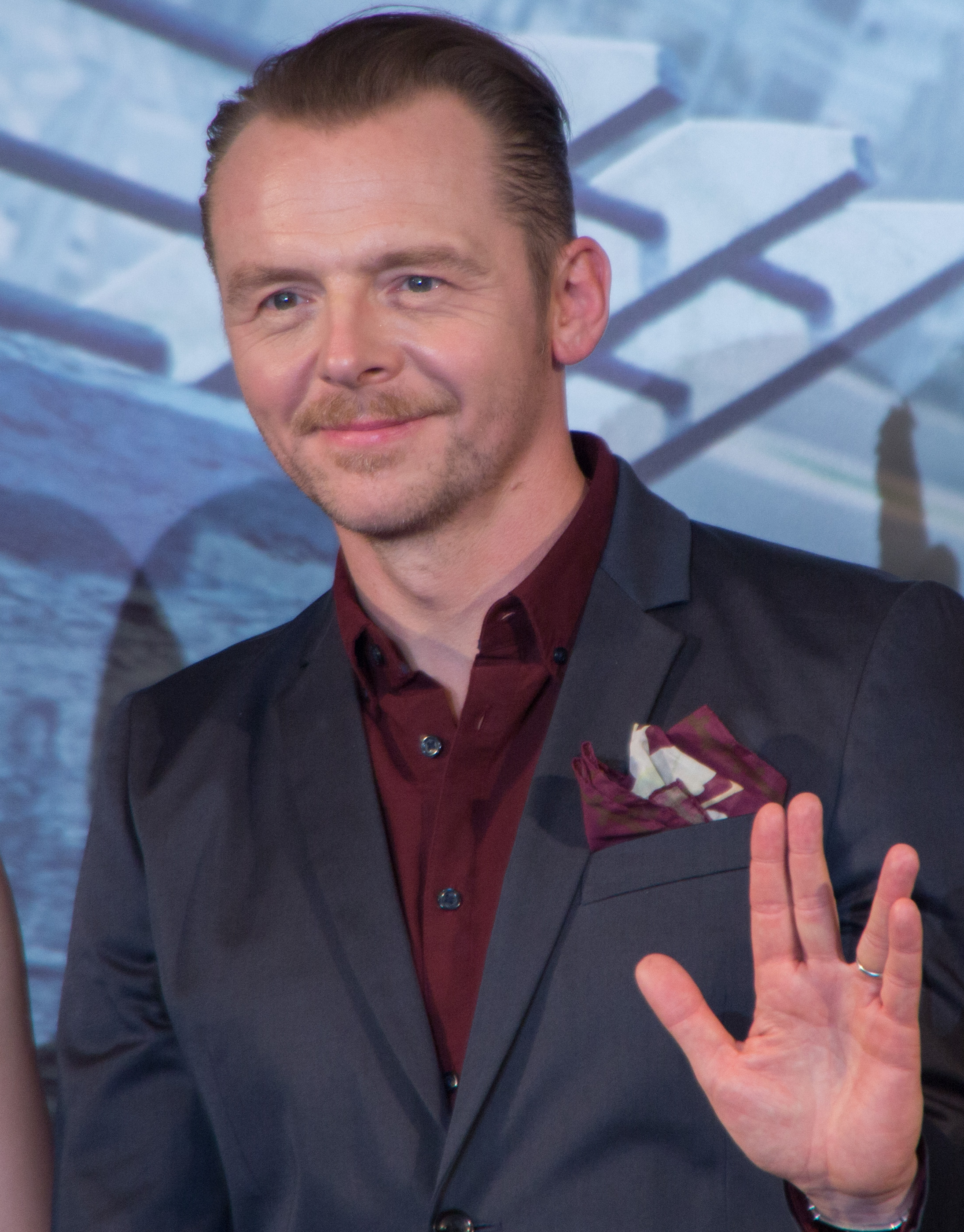
Simon Pegg, interprete di Scotty nella Kelvin Timeline
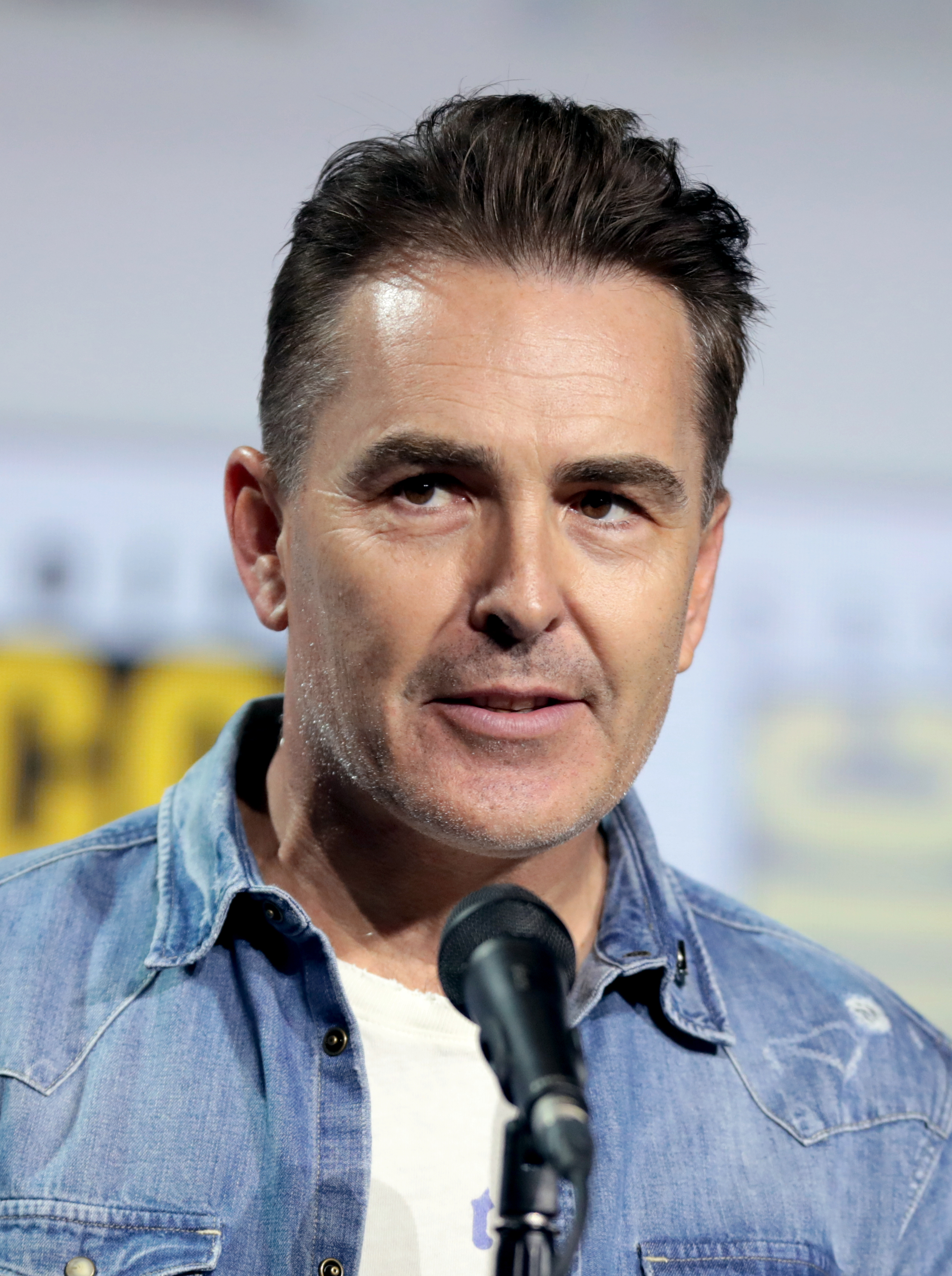
Nolan North, interprete di Scotty in Mad
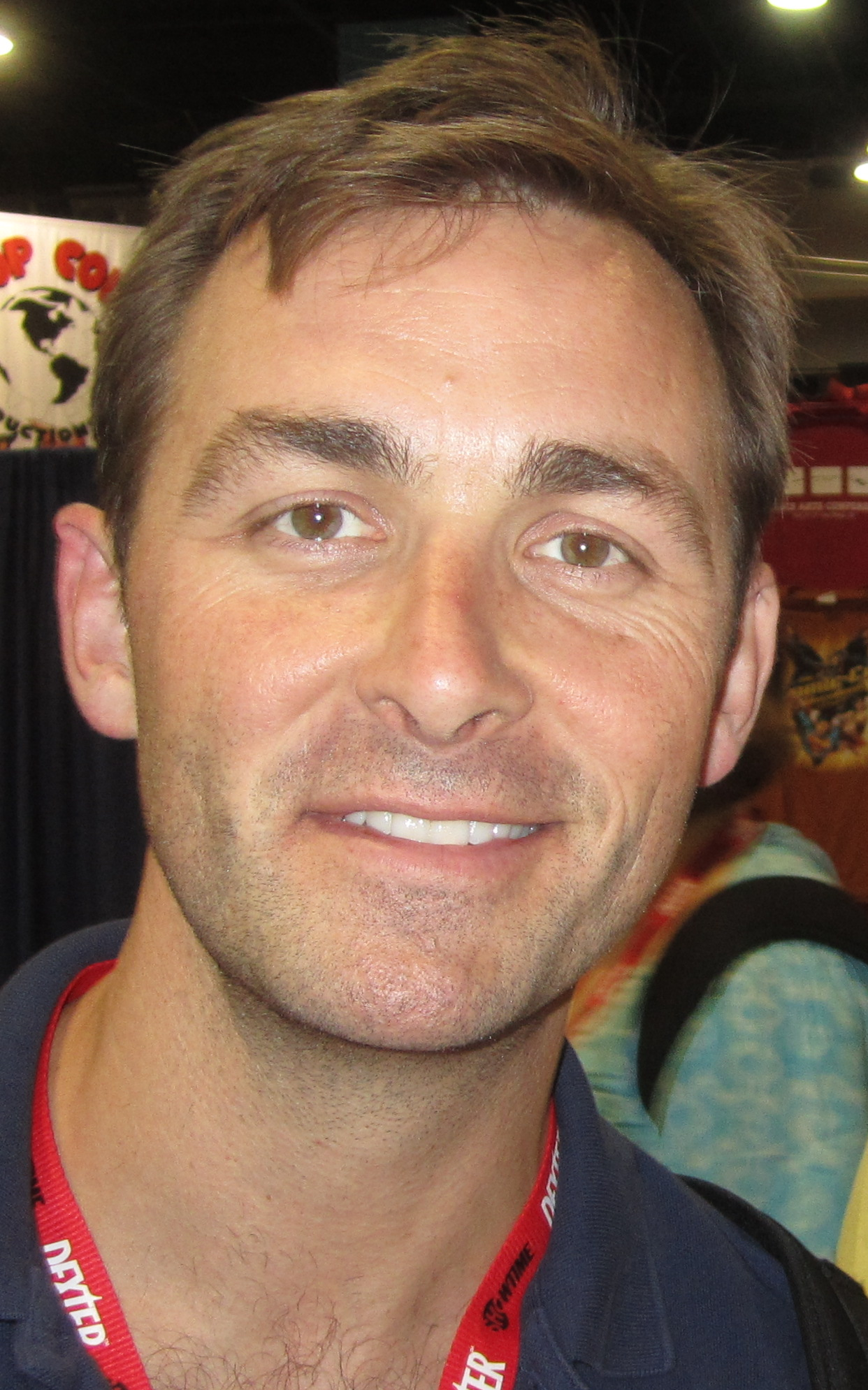
James Patrick Stuart, interpre di Scotty in Mad
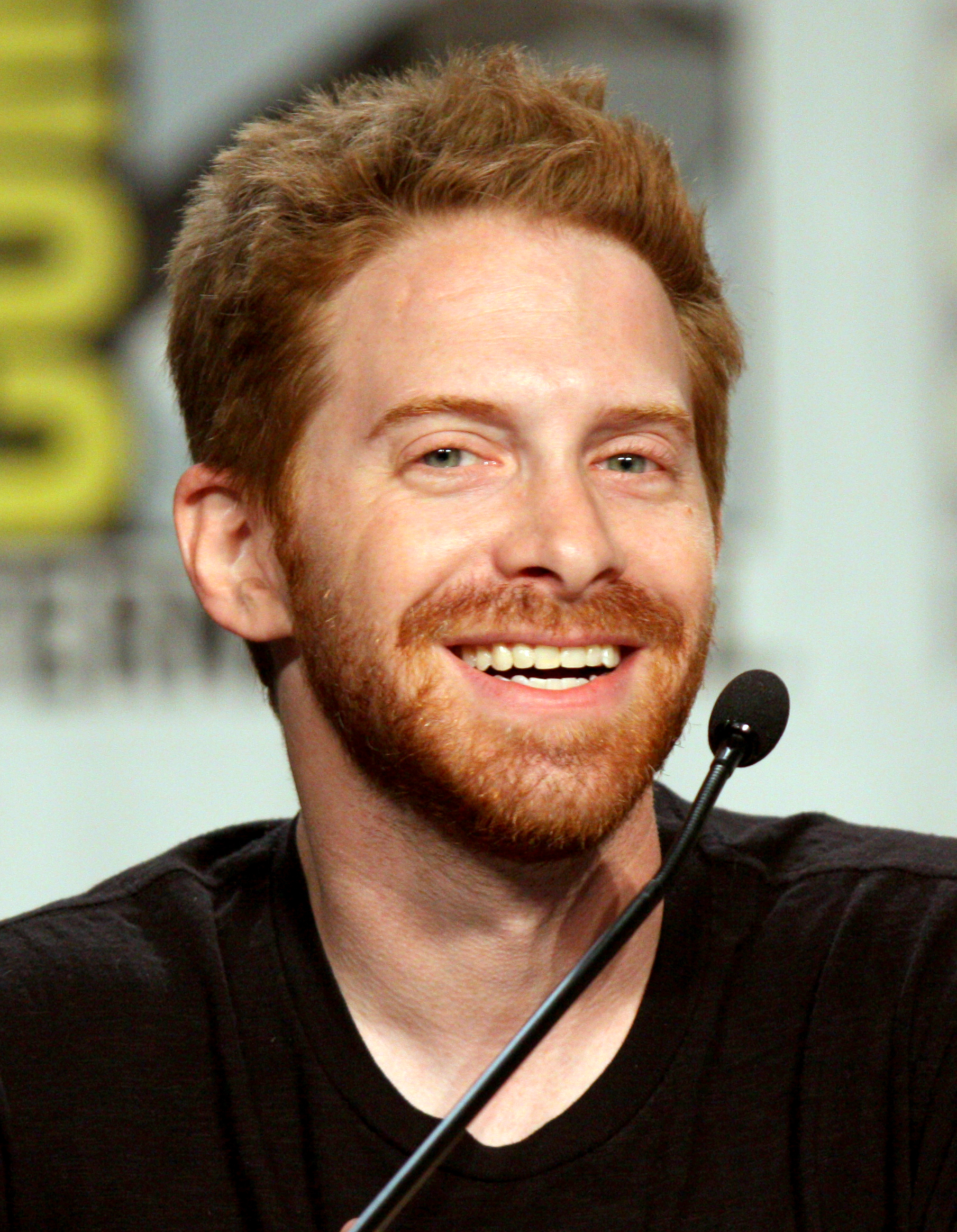
Seth Green, interprete di Scotty in Robot Chicken
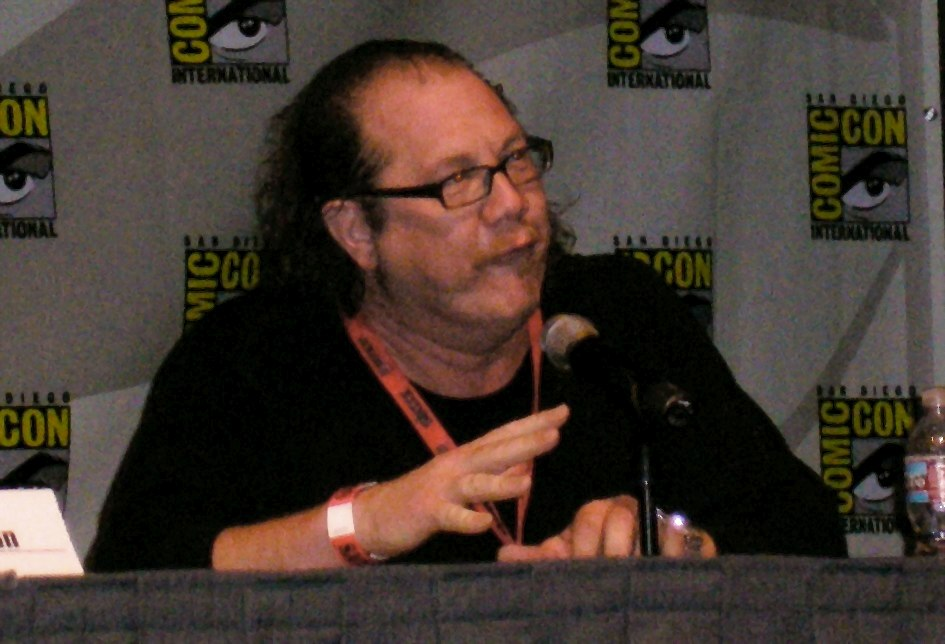
Fred Tatasciore, interprete di Scotty in Robot Chicken
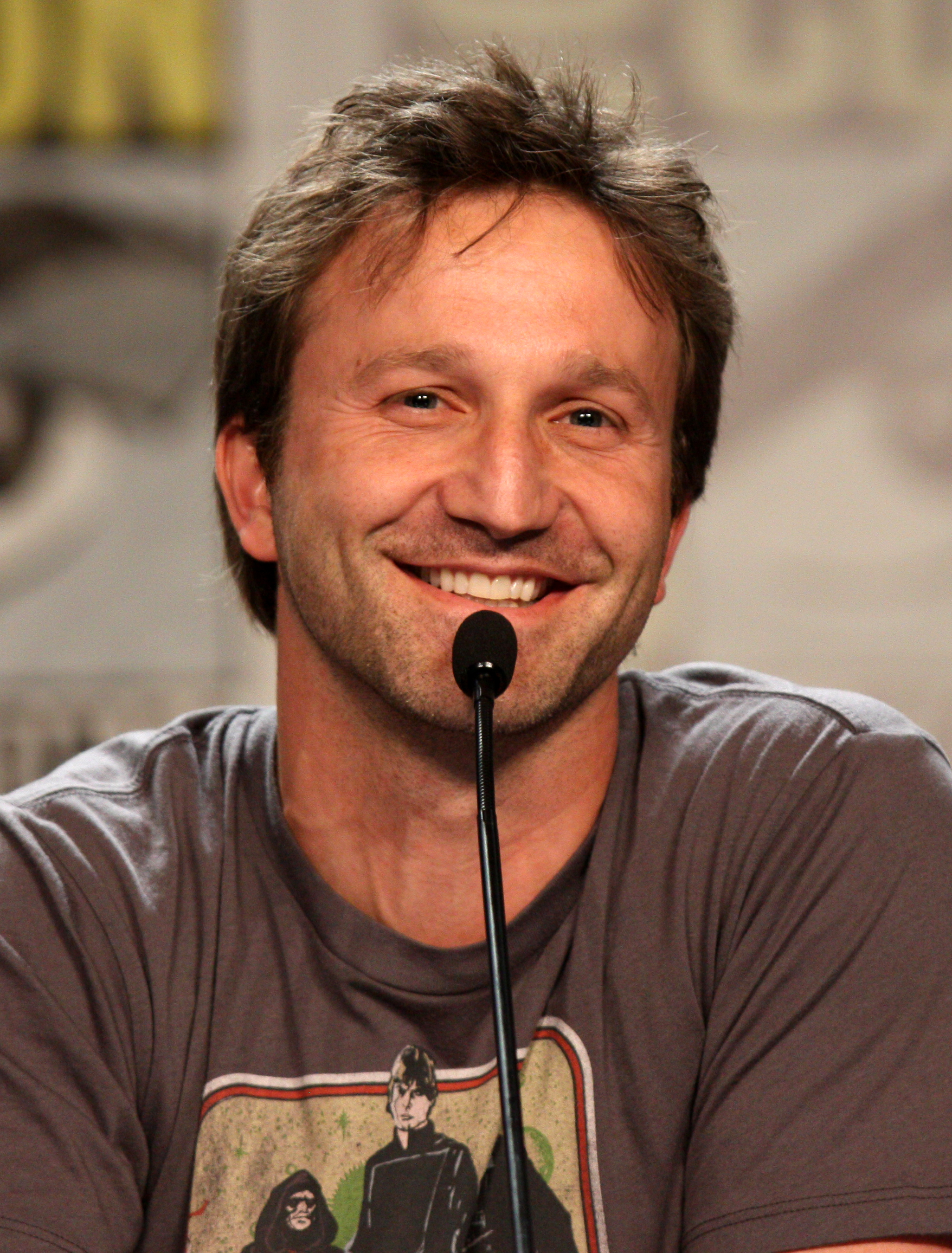
Breckin Meyer, interprete di Scotty in Robot Chicken

## Influenze nella cultura di massa
- Il personaggio di Scotty ha dato origine a un cliché per ogni ingegnere capo apparso in film o telefilm di fantascienza: in Star Trek: The Next Generation è stato presente un ingegnere scozzese per un breve periodo a bordo dell'USS Enterprise NCC-1701-D.[senza fonte]
- Alla mansione di Montgomery Scott di addetto al teletrasporto, è ispirato il celebre comando, solitamente pronunciato dal capitano Kirk, "Tirami su, Scotty" (in inglese Beam me up, Scotty). Questa frase o una sua variante, viene pronunciata in quasi tutti gli episodi della serie classica ed è stata citata varie volte in numerosi contesti.[9]
- Alla Beam me up, Scotty è ispirato il titolo del mixtape omonimo del 2009 di Nicki Minaj.

## Filmografia

### Cinema
- Star Trek (Star Trek: The Motion Pictures), regia di Robert Wise (1979) - James Doohan
- Star Trek II - L'ira di Khan (Star Trek II: The Wrath of Khan), regia di Nicholas Meyer (1982) - James Doohan
- Star Trek III - Alla ricerca di Spock (Star Trek III: The Search for Spock), regia di Leonard Nimoy (1984) - James Doohan
- Rotta verso la Terra (Star Trek IV: The Voyage Home), regia di Leonard Nimoy (1986) - James Doohan
- Star Trek V - L'ultima frontiera (Star Trek V: The Final Frontier), regia di William Shatner (1989) - James Doohan
- Rotta verso l'ignoto (Star Trek VI: The Undiscovered Country), regia di Nicholas Meyer (1991) - James Doohan
- Star Trek Adventure - cortometraggio (1991) - James Doohan
- Generazioni (Star Trek: Generations), regia di David Carson (1994) - James Doohan
- Star Trek, regia di J.J. Abrams (2009) - Simon Pegg
- Into Darkness - Star Trek (Star Trek Into Darkness), regia di J.J. Abrams (2013) - Simon Pegg
- Star Trek Beyond, regia di Justin Lin (2016) - Simon Pegg

### Televisione
- Star Trek - serie TV, 66 episodi (1966-1969) - James Doohan
- Star Trek - serie animata, 21 episodi (1973-1974) - James Doohan
- The Next Generation - serie TV, episodio 6x04 (1992) - James Doohan
- Start Trek: New Voyages - serie TV, 15 episodi (2004-2023) - Charles Root
- Mad - serie animata, episodi 4x06-4x09 (2013) - James Doohan
- Robot Chicken - serie animata, episodi sconosciuti - James Doohan
- Star Trek: Prodigy - serie animata, episodio 1x06 (2022) - James Doohan
- Star Trek: Strange New Worlds - serie televisiva, 4 episodi (2023-2025) - Matthew Wolf, Martin Quinn

## Pubblicazioni (parziale)

### Romanzi
- (EN) James Blish, Star Trek 1, collana Star Trek, n. 1, Bantam Books, 1976, ISBN non esistente.
- (EN) Gene Roddenberry e Alan Dean Foster, Star Trek: The Motion Picture, Pocket Books, 1979, ISBN 1852860693.
- (EN) Vonda N. McIntyre e Harve Bennett, Star Trek III: The Search for Spock, Pocket Books, 1984, ISBN 0671495003.
- (EN) Vonda N. McIntyre, Star Trek IV: The Voyage Home, Pocket Books, 1986, ISBN 067100574X.
- (EN) Julia Ecklar, The Kobayashi Maru, collana Star Trek, n. 47, Pocket Books, 1989, ISBN 0671658174.
- (EN) J.M. Dillard, Star Trek VI: The Undiscovered Country, Pocket Books, 1992, ISBN 0671758837.
- (EN) Harlan Ellison, The City on the Edge of Forever. The Original Teleplay, White Wolf Games Studio, 1996, ISBN 1565049640.
- (EN) Alan Dean Foster, Star Trek, Simon & Schuster, 2009, ISBN 143915886X.
- (EN) Alan Dean Foster, Star Trek Into Darkness, Pocket Books, 2013, ISBN 147671651X.

## Videogiochi
- Star Trek 25th Anniversary (1992)
- Star Trek: Judgment Rites (1993)
- Generations (1997)
- Star Trek Online (2010)
- Star Trek (2013)
- Star Trek Timelines (2016)
- Star Trek Fleet Command (2018)